# Rebecca Best
Pour les articles homonymes, voir Best.
Rebecca Best (connue aussi sous son nom de mariage Rebecca O'Callaghan), née le 18 janvier 1964 à Sheffield, est une joueuse de squash représentant l'Irlande. Elle atteint, en juillet 1988, la 6e place mondiale sur le circuit international, son meilleur classement.